# Sala Pod Ptakami na Wawelu
Sala Pod Ptakami – pomieszczenie Zamku Królewskiego na wzgórzu wawelskim w Krakowie. Obecnie wchodzi w skład ekspozycji Reprezentacyjnych Komnat Królewskich. Znajduje się na drugim piętrze pomiędzy Salą Bitwy pod Orszą a Sienią przed Salą Pod Orłem.
To najważniejsza sala w zamku, po Sali Poselskiej i Sali Senatorskiej. Tu mianowano hetmanów i biskupów. XVII-wieczne malowidła stropu (niezachowane) wykonał Tomasz Dolabella, dodatkowo zdobiły go rzeźbione ptaki (stąd nazwa).
W tej sali w roku 1595 zaczął się pożar Wawelu. Przebudowana przez Giovannego Trevano była pierwszą salą barokową na zamku oraz jednym z pierwszych przykładów baroku w Rzeczypospolitej. Ściany pokryto kurdybanem.
W 1929 roku Felicjan Szczęsny Kowarski namalował fryz z ptakami oraz plafon.
W sali znajdują się:
- Portret Król Zygmunt III Waza, Polska, 1 ćw. XVII w.
- Portret Królowa Konstancja Austriaczka, II żona Zygmunta III Wazy, ok. 1605 r.
- Portret Królowa Konstancja Austriaczka, Polska, 1 ćw. XVII w. (całopostaciowy).
- Portret Królewicz Władysław Zygmunt Waza, Piotr Paweł Rubens i pracownia, ok. 1624 r.
- Obraz Ocasio, Alegoria szczęśliwego losu, Frans Francken II, 1627 r.
- Obraz Vanitas, mal. Bartholomeus Spranger, ok. 1600 r.
- Obraz Gra trappola, szkoła flamandzka, 1 poł. XVII w.
- Obraz Koncert, Lotaryngia, ok. 1630 r.
- Kominek z herbem Wazów wykonany przez Ambrożego Meazzi.

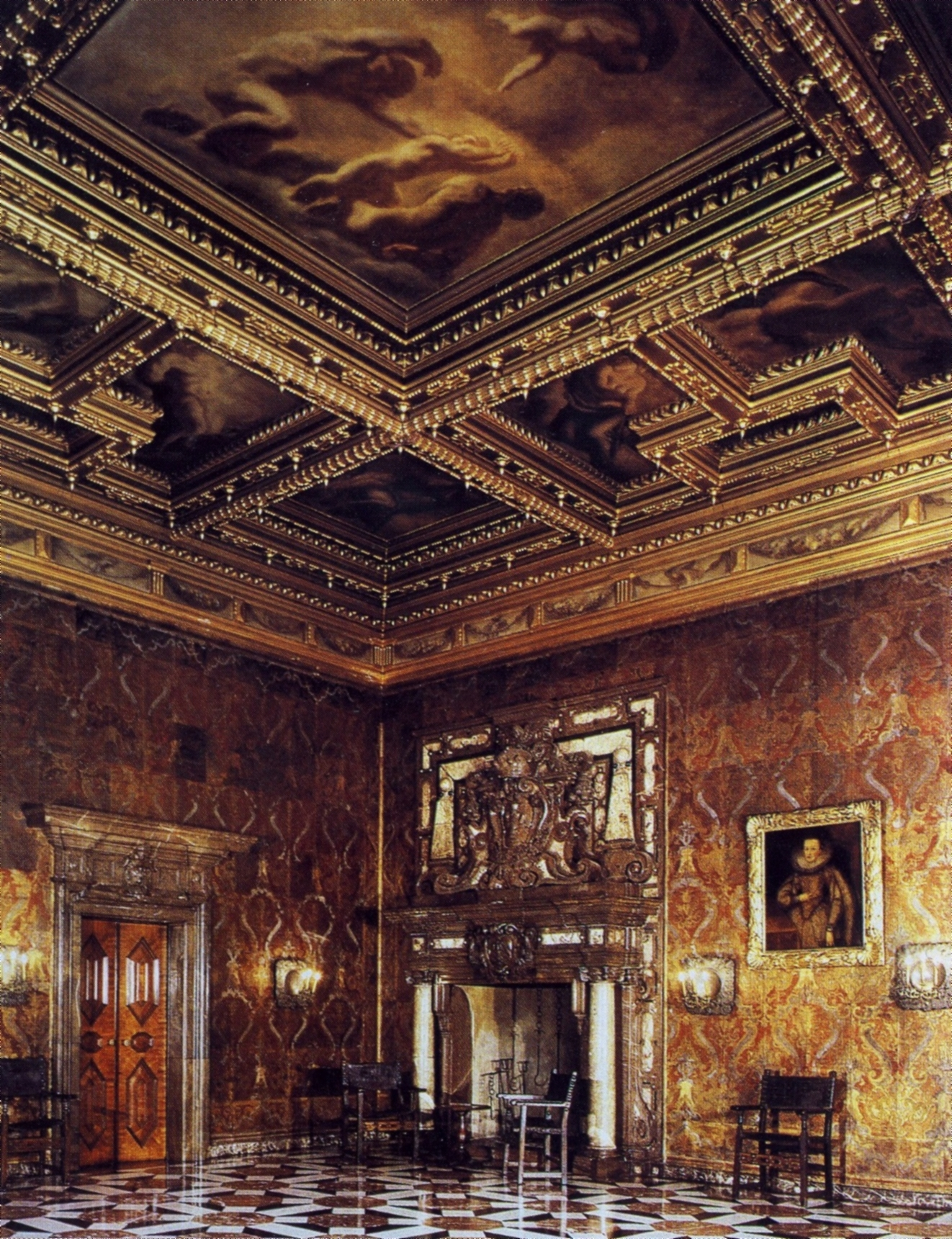
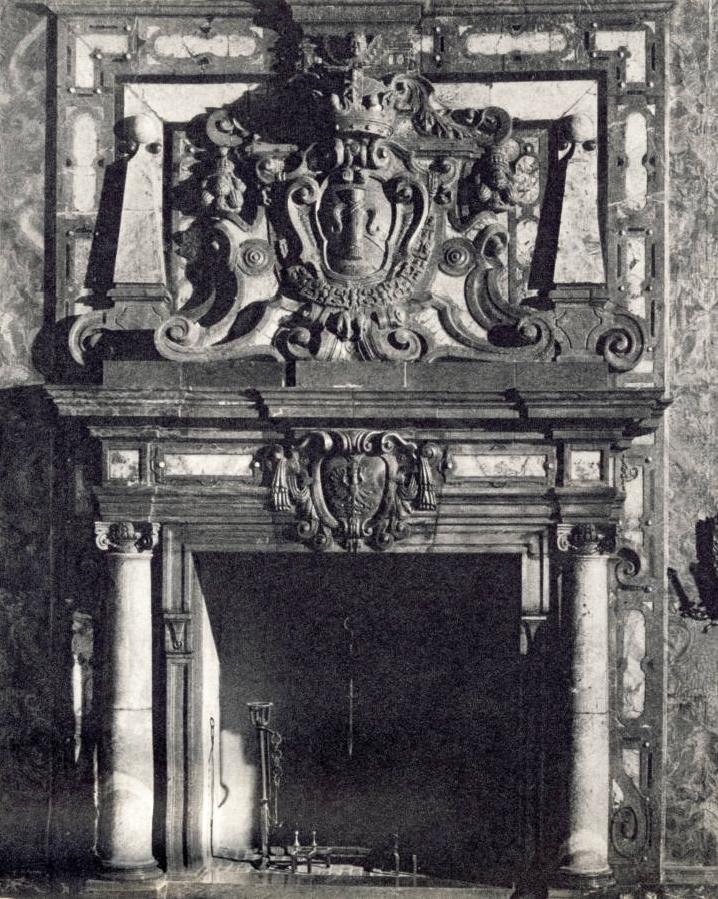
Kominek
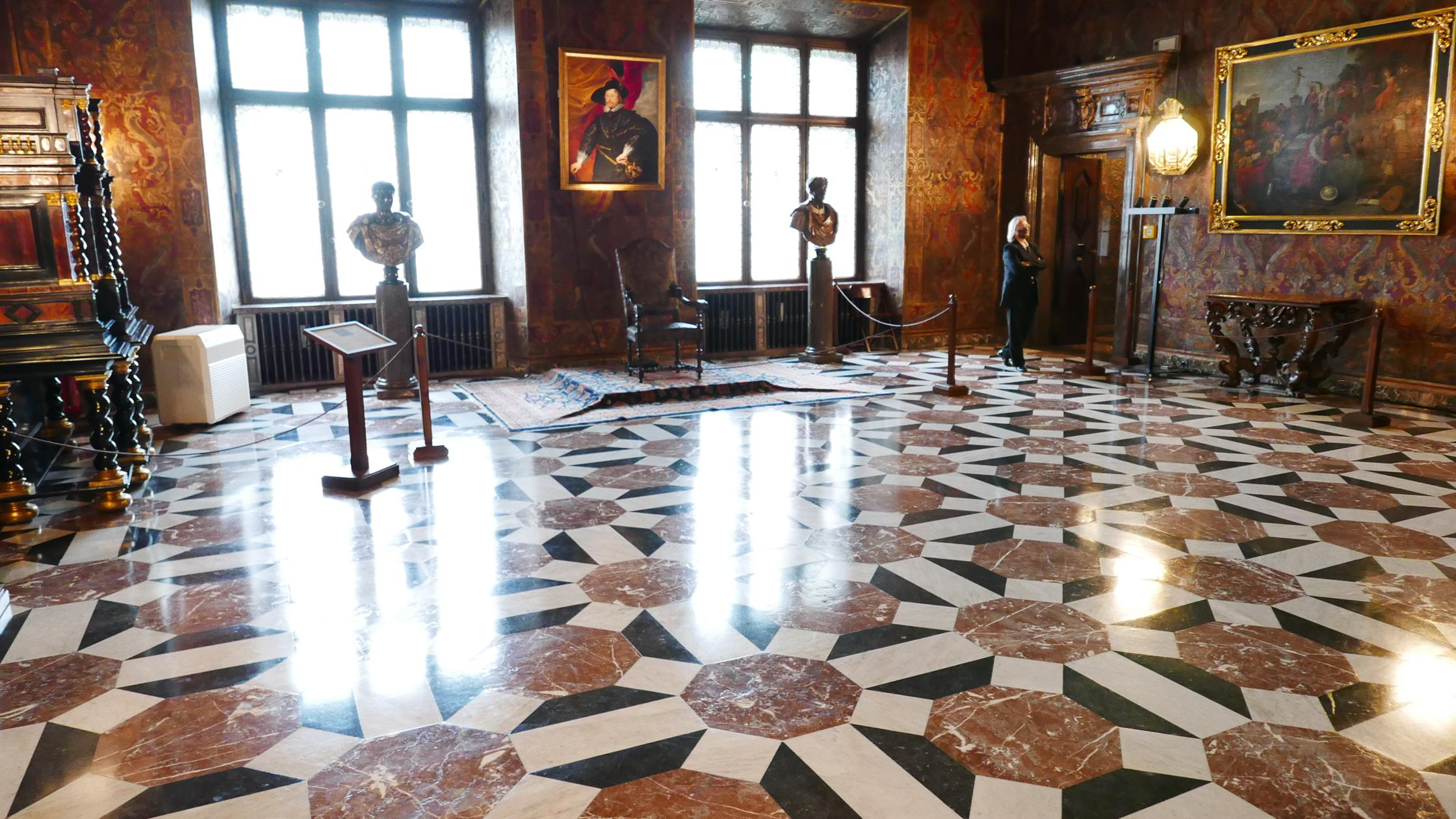